# Friedrich Kluge
Friedrich Kluge, född 21 juni 1856 i Köln, död 21 maj 1926 i Freiburg im Breisgau, var en tysk germanist.
Kluge blev 1878 filosofie doktor på avhandlingen Beiträge zur Geschichte der germanischen Conjugation. År 1880 blev han privatdocent i tysk och engelsk filologi i Strassburg, kallades 1883 till professor i Jena och blev 1893 professor i tyska språket och litteraturen i Freiburg im Breisgau.  Från 1901 utgav han "Zeitschrift für deutsche Wortforschung". Hans viktigaste arbete är Etymologisches Wörterbuch der deutschen Sprache (1883; sjunde upplagan 1910), som trots sin knappa form länge var den bästa tyska etymologiska ordboken. 
Bland Kluges alster kan även nämnas Nominale Stammbildungslehre der altgermanischen Dialekte (1886; andra upplagan 1899), det första arbetet i sitt slag, Angelsächsisches Lesebuch (1888; tredje upplagan 1902), Von Luther bis Lessing (1888; fjärde upplagan 1904), Deutsche Studentensprache (1895), English Etymology (tillsammans med Frederick Lutz, 1898), Rotwelsch (I, 1901), Unser Deutsch (1907; andra upplagan 1910) och de i Hermann Pauls "Grundriß der germanische Philologie" införda Vorgeschichte der altgermanischen Dialekte (1889; andra upplagan 1897), Geschichte der gotischen Sprache (1897) och Geschichte der englischen Sprache (1891; andra upplagan 1901).